# Identitet
Identitet (Nederlands: Identiteit) is een single van de Albanese zangers Adrian Lulgjuraj en Bledar Sejko. Het was de Albanese inzending voor het Eurovisiesongfestival 2013 in Malmö te Zweden, want het won de Albanese voorselectie op 22 december 2012. Op het festival bleef het steken in de halve finale. Het nummer is geschreven door Bledar Sejko, een van de twee zangers van het lied.